# カラオケ病院
「カラオケ病院」（-びょういん）は、5代目春風亭柳昇による新作落語の演目。柳昇作の新作では代表格にあたり、よく演じられた。当時のカラオケブームにヒントを得て作られたもので、ハイライトとなる後半のカラオケ大会の場面では1960年代～80年代のヒット曲が（替え歌で）織り込まれており、柳昇が自慢ののどを披露する。
前半の、医者が欠席する理由を列挙する場面は「寝床」に似ている。近年、柳昇の弟子である昔昔亭桃太郎も（一部曲を入れ替えて）演じている。

## あらすじ
患者の減少に悩んでいた、とある総合病院で、経営会議が開かれた。しかし士気の低下か、医者もみな理由をつけて欠勤している。外科の医者は料理教室に通い、肉は切り慣れていると言って魚料理を習いに行っている。耳鼻咽喉科の医者は、別の病院に入院した息子の看病で不在。なんで我が病院に入院させないんだ、と院長が聞くと「大事な息子だから」。
なぜ患者が来なくなったのか。さまざまな要因が挙げられた。病院の前に勝手に駐車する人が続出したため看板を出したからではないか。「ここではチュウシャはできません」。はたまた先日起こした食中毒のせいか。「原因は」「焼き海苔です」「なぜ海苔で食中毒なんだ」「ネズミが上を這いまして」「それで食チュウ毒か」。
そこで復活のための方策を出させるも、「バニーガールを雇い、待合室でビールを飲ませる」「手術代をタダにする代わりに麻酔ナシで手術する」などでたらめな案しか出ない。
そんな中で編み出された起死回生の策とは、患者がノドを競い合う「カラオケ大会」を院内で開催する、というものだった。歌好きの患者が大勢訪れるだろう…目論見はあたり、カラオケ大会が開かれた。患者達が歌う歌は、自分の病状がふんだんに織り込まれた歌ばかりであった。

## 登場する曲と患者の病気
- 夫婦春秋（村田英雄） - 妻のギックリ腰
- 北国の春（千昌夫） - 胃炎（飲み過ぎ）
- 星影のワルツ（千昌夫） - 風邪
- 昴（谷村新司） - 水虫
- お久しぶりね（小柳ルミ子） - 痔（サゲにつながる）

## 参考資料
- 新落語名人選・五代目春風亭柳昇（ユニバーサルミュージック）
- 日本の話芸（NHK）